# Laphria bellifontanea
Laphria bellifontanea är en tvåvingeart som beskrevs av Villeneuve 1928. Laphria bellifontanea ingår i släktet Laphria och familjen rovflugor. Inga underarter finns listade i Catalogue of Life.